# العلاقات الفيجية القرغيزستانية
العلاقات الفيجية القيرغيزستانية هي العلاقات الثنائية التي تجمع بين فيجي وقيرغيزستان.

## مقارنة بين البلدين
هذه مقارنة عامة ومرجعية للدولتين:
| وجه المقارنة                                              | فيجي                                                                 | قيرغيزستان                      |
| --------------------------------------------------------- | -------------------------------------------------------------------- | ------------------------------- |
| المساحة (كم2)                                             | 18.27 ألف                                                            | 199.95 ألف                      |
| عدد السكان (نسمة)                                         | 915.30 ألف                                                           | 6.20 مليون                      |
| الكثافة السكانية (ن./كم²)                                 | 50.1                                                                 | 31.01                           |
| العاصمة                                                   | سوفا                                                                 | بيشكك                           |
| اللغة الرسمية                                             | لغة إنجليزية، اللغة الفيجية، اللغة الفيجي الهندية، اللغة الهندستانية | اللغة الروسية، اللغة القيرغيزية |
| العملة                                                    | دولار فيجي                                                           | سوم قيرغيزستاني                 |
| الناتج المحلي الإجمالي (بليون دولار)                      | 5.06 مليار                                                           | 7.56 مليار                      |
| الناتج المحلي الإجمالي (تعادل القوة الشرائية) بليون دولار | 8.32 مليار                                                           | 20.45 مليار                     |
| الناتج المحلي الإجمالي الاسمي للفرد دولار أمريكي          | 4.96 ألف                                                             | 1.10 ألف                        |
| الناتج المحلي الإجمالي للفرد دولار أمريكي                 | 8.79 ألف                                                             |                                 |
| مؤشر التنمية البشرية                                      | 0.727                                                                | 0.655                           |
| رمز المكالمات الدولي                                      | +679                                                                 | +996                            |
| رمز الإنترنت                                              | .fj                                                                  | .kg                             |
| المنطقة الزمنية                                           | ت ع م+12:00                                                          | ت ع م+06:00                     |

## منظمات دولية مشتركة
يشترك البلدان في عضوية مجموعة من المنظمات الدولية، منها:
| علم المنظمة | اسم المنظمة                        | تاريخ انضمام فيجي | تاريخ انضمام قيرغيزستان |
| ----------- | ---------------------------------- | ----------------- | ----------------------- |
|             | الاتحاد البريدي العالمي            | ?                 | ?                       |
|             | بنك التنمية الآسيوي                | 1970              | 1994                    |
|             | يونسكو                             | 14 يوليو 1983     | 2 يونيو 1992            |
|             | البنك الدولي للإنشاء والتعمير      | 28 مايو 1971      | 18 سبتمبر 1992          |
|             | منظمة التجارة العالمية             | ?                 | ?                       |
|             | وكالة ضمان الاستثمار متعدد الأطراف | 24 سبتمبر 1990    | 21 سبتمبر 1993          |
|             | الاتحاد الدولي للاتصالات           | 5 مايو 1971       | 20 يناير 1994           |
|             | منظمة الشرطة الجنائية الدولية      | ?                 | ?                       |
|             | مؤسسة التمويل الدولية              | 12 يوليو 1979     | 11 فبراير 1993          |
|             | الأمم المتحدة                      | 13 أكتوبر 1970    | 2 مارس 1992             |
|             | مؤسسة التنمية الدولية              | 29 سبتمبر 1972    | 24 سبتمبر 1992          |
|             | منظمة حظر الأسلحة الكيميائية       | ?                 | ?                       |

## وصلات خارجية
- موقع وزارة الخارجية الفيجية